# Epicauta jeffersi
Epicauta jeffersi es una especie de coleóptero de la familia Meloidae.

## Distribución geográfica
Habita en Arizona (Estados Unidos).